# Иванов, Василий Васильевич (пресвитер)
Иванов (Иванов-Клышников), Василий Васильевич (1846—1919) — пресвитер Бакинской церкви баптистов, редактор журнала «Баптист», духовный писатель, занимался активной проповеднической работой, неоднократно подвергался аресту со стороны царских властей за религиозную деятельность.
Отец миссионера и сопредседателя Союза баптистов СССР П. В. Иванова-Клышникова.

## Юность
Василий родился в семье молоканского деятеля Ефима Трефиловича Клышникова, бежавшего от преследований правительства из Тамбовской губернии в Закавказье, где до самой смерти жил и работал под именем Василия Семеновича Иванова.
Детство и большую часть жизнь Василий провел в Новоивановке Елизаветпольской губернии (Закавказье).
Когда ему было семнадцать лет, семья осталась без отца, и он как старший сын вместе с матерью разделил попечение о семье.

## Крещение
Однажды при посещении своих родных в Бакинской губернии он познакомился с молоканином, проповедовавшим необходимость водного крещения (обычно молокане заповеди о водном крещении и Вечере толковали аллегорически, а не буквально).
В. В. Иванов стал думать об этом. Он начал переписку с теми, кто мог помочь ему в поисках ответа. Так возникла связь с проживающим в Таврии А. Стояловым, в Тульче (Румыния) с неким Никитиным и через него с зарубежными методистами. Вскоре он узнал, что в Тифлисе живёт крещённый по вере бывший молоканин Никита Исаевич Воронин. В. В. Иванов начал переписку с ним.
В конце концов он пришел к выводу о необходимости водного крещения. Для этого в 1870 году он приехал в Тифлис. Однако Тифлисская церковь баптистов не допустила его до крещения, решив, что ему недостает ещё личного общения с Богом посредством живой веры и молитвы. 
Во время его второго приезда в Тифлис поместная церковь после надлежащего испытания приняла его, преподав ему святое водное крещение в реке Куре. Это произошло 31 октября 1871 года.

## Первые годы служения

Стоят слева направо: В. Г. Павлов; В. В. Иванов-Клышников. Сидят слева направо: В. Н. Тресковский; С. Г. Родионов; М. К. Кальвейт. Снимок сделан в 1874 или 1875 году

В служении В. В. Иванов особенно близко сошелся с Василием Гурьевичем Павловым, который стал членом Тифлисской общины в тот же год, что и Иванов. Они начинали миссионерское служение на их родном Кавказе. Кавказ был в то время местом ссылки, поэтому здесь жило много молокан и духоборов. Выходцы из молоканства, Иванов и Павлов, много проповедовали среди них. Вскоре здесь возникло несколько общин.
В. Г. Павлов вспоминал: «В 1872 году брат Иванов просил меня посетить селение Новоивановку Казахского уезда. Это было моё первое посещение или, другими словами, первый опыт благовестнического путешествия. С извозчиком приехал я в село Михайловка, а оттуда… поехал верхом на лошади через горы по незнакомой мне дороге и попал на хутор. Утром на святое воскресенье я достиг цели. Встретившие меня братья были очень рады моему приезду, и я пробыл у них более недели. В 1873 году мы снова посетили село Новоивановку».
В 1873 году В. В. Иванов побывал в Чухур-Юрте, Джебанах Шемахинского уезда, Андреевке, Пришибе и Ленкорани. Во всех этих местах жило много молокан. Они обращались в баптизм и, в свою очередь, сами начинали наставлять других молокан в необходимости рождения «от воды и Духа», принятия водного крещения и преломления хлеба.
Многие молокане выступали против проповеди баптистов, считая, что их пытаются вернуть к внешнему, обрядовому христианству. Против В. В. Иванова выступили ревнители молоканства И. А. Голяев и С. П. Степанов. Однако в итоге и И. А. Голяев, и С. П. Степанов перешли в баптизм.
По доносу о распространении якобы лютеранства В. В. Иванов и В. Г. Павлов были арестованы и препровождены в Тифлис, но вскоре отпущены.
В апреле 1879 года тифлисская община назначила В. В. Ивановым миссионером в Бакинскую губернию. Им были обращены целые семейства молокан: в селе Новоивановка — Мамонтовы и Галяевы, в селе Андреевка — Серебряков, а в Баку в 1879 году — Воробьевы, Юрьевы и другие, вокруг которых стали образовываться баптистские общины.
В 1879 году был издан закон о признании баптистов в России. Благовестники могли свободно ездить по России и проповедовать. Известно, что в это время В. В. Иванов посетил Поволжье и Могилёвскую губернию, где также возникли новые евангельские церкви.
В 1880 году, когда на должность обер-прокурора Святейшего Синода был назначен К. П. Победоносцев, конфессиональная политика Российского государства претерпела изменения.

## Гонения на инославие
В конце XIX века многие видные российские евангелисты подверглись гонениям. Так, Василий Павлов и Никита Воронин в 1887 году были сосланы под надзор полиции в Оренбургскую губернию. Василий Иванов, хотя и оставался на свободе, терпел испытания и лишения. Он продолжал миссионерствовать на Кавказе, путешествовал по Поволжью, Украине и другим местам Российской империи.
В 1894—1895 годах по решению правительства был закрыт склад Британского Библейского общества, и Священное Писание практически не распространялось. Правительство запретило принимать «штундистов» на службу, а за распространение своего учения им грозила ссылка в Сибирь, Закавказье и в другие отдалённые места.
Если Иванов до этого времени избегал ареста, то в 1895 году он оказался в заключении. Семья после его ареста бедствовала, в автобиографии он писал: «Так как дети мои в городе остались без средств и голодали, то я через одного доброго тюремного надзирателя стал посылать им часть моей порции хлеба. Узнав об этом, арестанты стали давать мне излишки своего хлеба, и детям своим я мог иногда посылать по 4 и по 5 фунтов тюремного хлеба, и они тем кормились. С арестантами я мог беседовать о Слове жизни, и думаю, что посеянные там семена не останутся без роста».
Из тюрьмы в кандалах он был направлен в ссылку в Царство Польское. С ним последовала и его семья. Большую поддержку ему и его семье оказывал известный миссионер доктор Бедекер. «Он был для нас рукою Господа», — вспоминал о нём Иванов.

## Бакинский период
По окончании пятилетней ссылки В. В. Иванов приехал в Баку. Бакинская церковь избрала его пресвитером. Это служение он нёс с 1900 по 1917 год.
«Собрания наши, — писал он, — всегда сверх ожидания переполнялись народом. Братья проповедовали Слово Божие в силе Духа Святого, а слушатели с затаенным дыханием слушали и не пропускали ни одного слова… Слушатели были очень довольны, братья радовались, и были обращения к Господу! Сердце моё переполнено благодарностью Господу. Слава Ему!».
Как опытный пресвитер он написал книгу «Бакинская община русских баптистов», посвящённую вопросам церковного устройства.

## Союзное служение

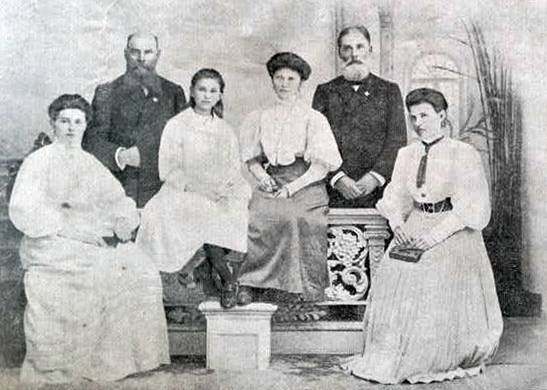
Д. И. Мазаев (слева) и В. В. Иванов во время поездки на Всемирный конгресс баптистов в 1905 году. Их спутницы — две дочери и две племянницы Д. И. Мазаева

Но духовная деятельность его не ограничивалась служением словом и руководством церковью. Обладая литературным дарованием, В. В. Иванов много сотрудничал с нелегально издаваемым с 1889 года журналом «Беседа», а с 1907 года продолжал труд в официальном органе Союза баптистов журнале «Баптист». Публиковался он и в других евангельских изданиях, например, «Братском листке» и «Утренней звезде». В 1913 году он стал редактором журнала «Баптист».
В. В. Иванов вел обширную переписку (в том числе и с И. С. Прохановым) по вопросу слияния евангельских христиан и баптистов в один союз.
Авторитет В. В. Иванова среди русских баптистов был общепризнан. Он являлся участником первой братской конференции в 1879 году, проходившей в Тифлисе. На первом съезде Союза русских баптистов в Нововасильевке 30 апреля — 1 мая 1884 года он был назначен благовестником по Кавказу. В последующем он был делегатом большинства съездов Союза.
В 1905 году он вместе с Д. И. Мазаевым и В. Г. Павловым был делегирован на первый Всемирный конгресс баптистов в Лондоне.
В августе 1908 года он являлся делегатом Европейского конгресса баптистов в Берлине.
В 1911 году Иванов принимал участие во втором Всемирном конгрессе баптистов в Филадельфии, США.

## Последние месяцы
В 1916 году ему исполнилось 70 лет. Его деятельность на литературном поприще, работа в Союзе баптистов, труд благовестника и обязанности пресвитера требовали от него много сил, но здоровье его начало резко ухудшаться.
В. В. Иванов вынужден был переехать в Евпаторию к младшему сыну Павлу Васильевичу Иванову-Клышникову. В августе 1918 года вместе с сыном и его семьей он переселился в Нововасильевку Таврической губернии.
26 декабря 1918 года на объединенном собрании нескольких евангельских общин Нововасильевки Василий Васильевич произнес свою последнюю проповедь.
В воскресенье 9 февраля 1919 года он в полном сознании простился с братьями и сестрами во Христе, пришедшими навестить его. И когда все ушли, он тихо сказал: «Иду домой!» На следующий день 10 февраля он скончался.
12 февраля 1919 года он был похоронен на кладбище села Нововасильевка.
«Он был и остается, — писал о нём Н. В. Одинцов, — образцом для верных в слове, в житии, в любви, в духе, в вере, в чистоте, в кротости и терпении; противник не имел ничего сказать о нём худого».
В журнале «Утренняя Звезда» за 1919 год, № 7 И. С. Проханов писал: «В лице почившего брата В. В. Иванова дело Божие утратило одного из самых искренних работников. На основании Слова Божия мы верим, что семена, посеянные братом, не пропадут, а дадут свой плод для Царствия Божия».